# Głuszyna (województwo wielkopolskie)
Głuszyna – wieś w Polsce położona w województwie wielkopolskim, w powiecie ostrzeszowskim, w gminie Kraszewice.
| SIMC    | Nazwa           | Rodzaj     |
| ------- | --------------- | ---------- |
| 0201394 | Dymarka         | część wsi  |
| 0201402 | Głuszyna-Podlas | część wsi  |
| 0201419 | Pustkowie       | część wsi  |
| 0201425 | Tułazy          | przysiółek |

W 1827 roku wieś liczyła 164 mieszkańców i 22 domy. Pod koniec XIX wieku kolonia należała do powiatu wieluńskiego, gminy Kuźnica Grabowska i parafii Kraszewice.
W latach 1975–1998 miejscowość administracyjnie należała do województwa kaliskiego.
W 2014 roku oddano do użytku 70-kilometrowy trakt „kalisko–wieluński” łączący Kalisz z Wieluniem. 

## Ludzie związani z Głuszyną
W Głuszynie urodził się Andrzej Krzak – polski lekarz, senator IV kadencji.